# 斯特雷帕河

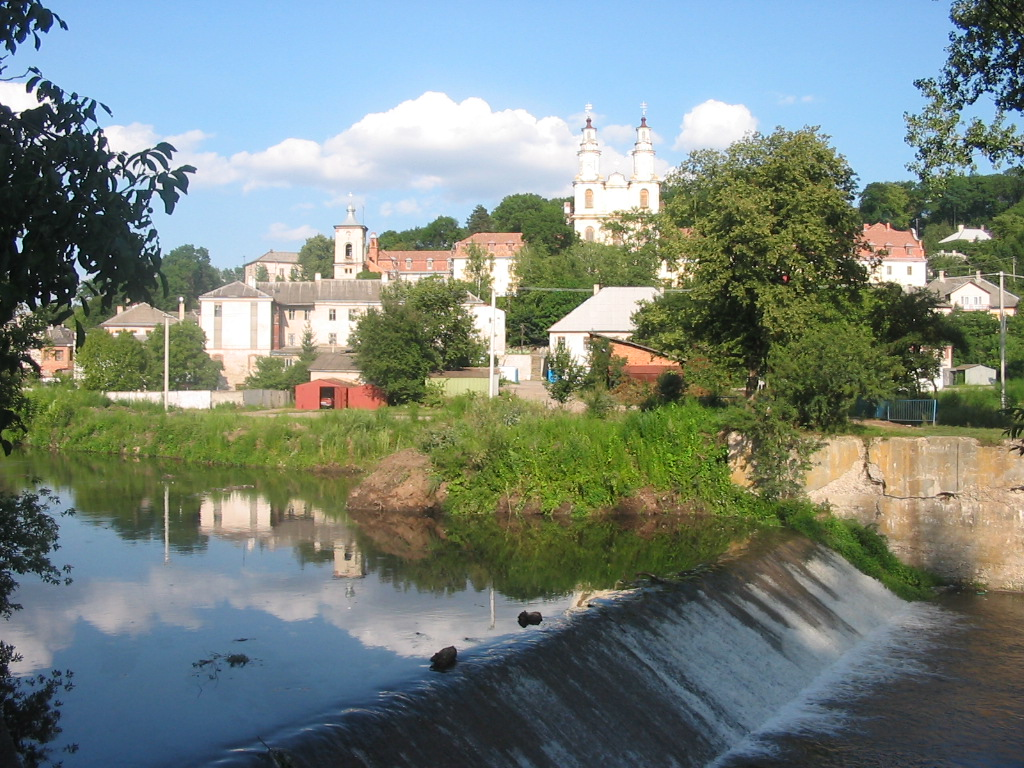

斯特雷帕河（羅馬化：Strypa）是烏克蘭的河流，位於該國西部，流經捷爾諾波爾州，河道全長147公里，流域面積1,610平方公里，河畔城鎮有兹博里夫和布恰奇。